# 城東むかし町家
城東むかし町家（じょうとうむかしまちや）は、岡山県津山市の津山城東側に位置する城東町並み保存地区内にある、江戸時代における有数の商家、旧梶村家住宅である。建物は国の登録有形文化財に、庭園は国の登録記念物に登録されている。 

## 概要
城東むかし町家は、豪商であった旧梶村家住宅で、間口31.5メートル、奥行き34メートルの敷地に江戸時代末期から昭和時代にかけてそれぞれの時代の生活様式に合わせて改築されている。
主屋は江戸時代の末期に建てられ、明治時代に付属屋、大正時代に座敷、洋館と裏座敷、東蔵が、昭和初期に西蔵、茶屋が増築された。
梶村家は1767年（明和4年）に「札元並」という町役に任命され、その後数代にわたり「札元」を務めた。1871年（明治4年）から、梶村姓を名乗っている。
建物は、1997年（平成9年）に国の登録有形文化財に、庭園は「旧梶村氏庭園」として2012年（平成24年）に国の登録記念物に登録されている。

## 所在地
岡山県津山市東新町40番地　津山城の東側の城東町並み保存地区内にある。

## 利用情報
- 開館時間 - 午前9時〜午後5時（入館は午後4時30分まで）
- 休館日 - 火曜日（祝祭日の場合はその翌日）、12月29日〜1月3日
- 入館料 - 無料
- 電話番号 - (0868)22-5791
- 所管 - 津山市教育委員会生涯学習部文化課

## 交通
- JR津山駅から1.5キロメートル 徒歩20分[4]
- 中国自動車道 津山インターチェンジから10分[4]
- 中国自動車道 院庄インターチェンジから25分[4]

## ギャラリー

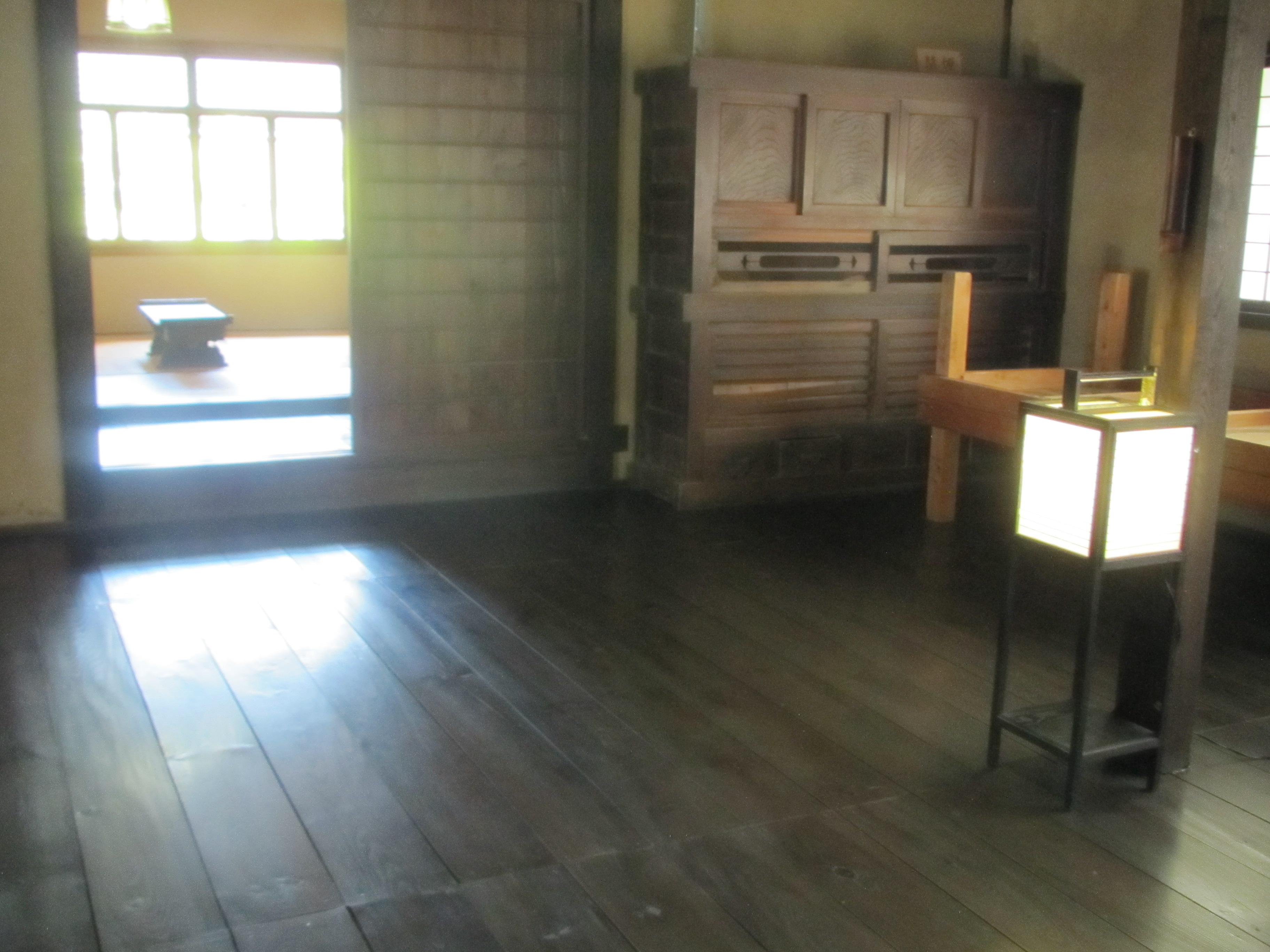
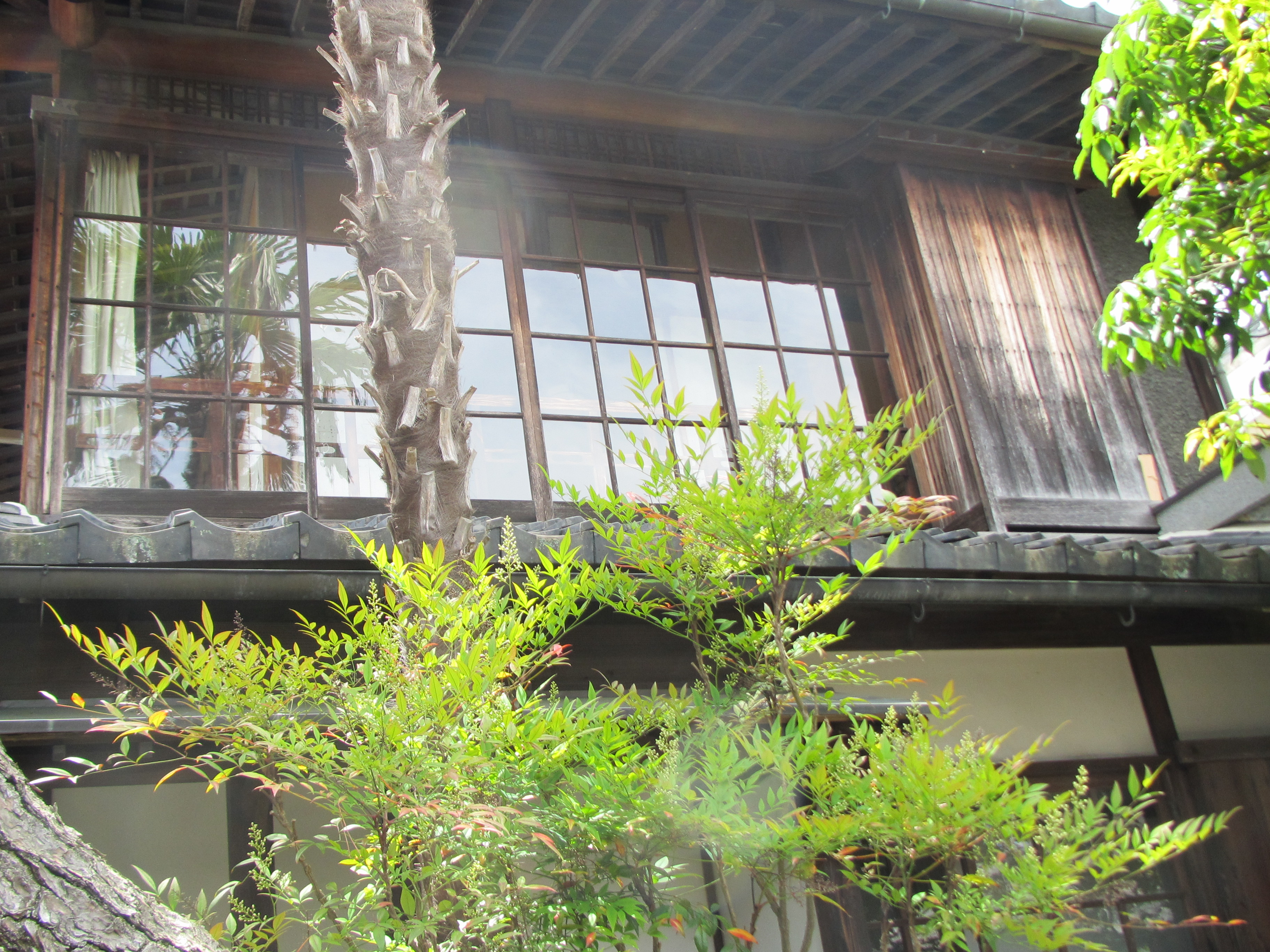
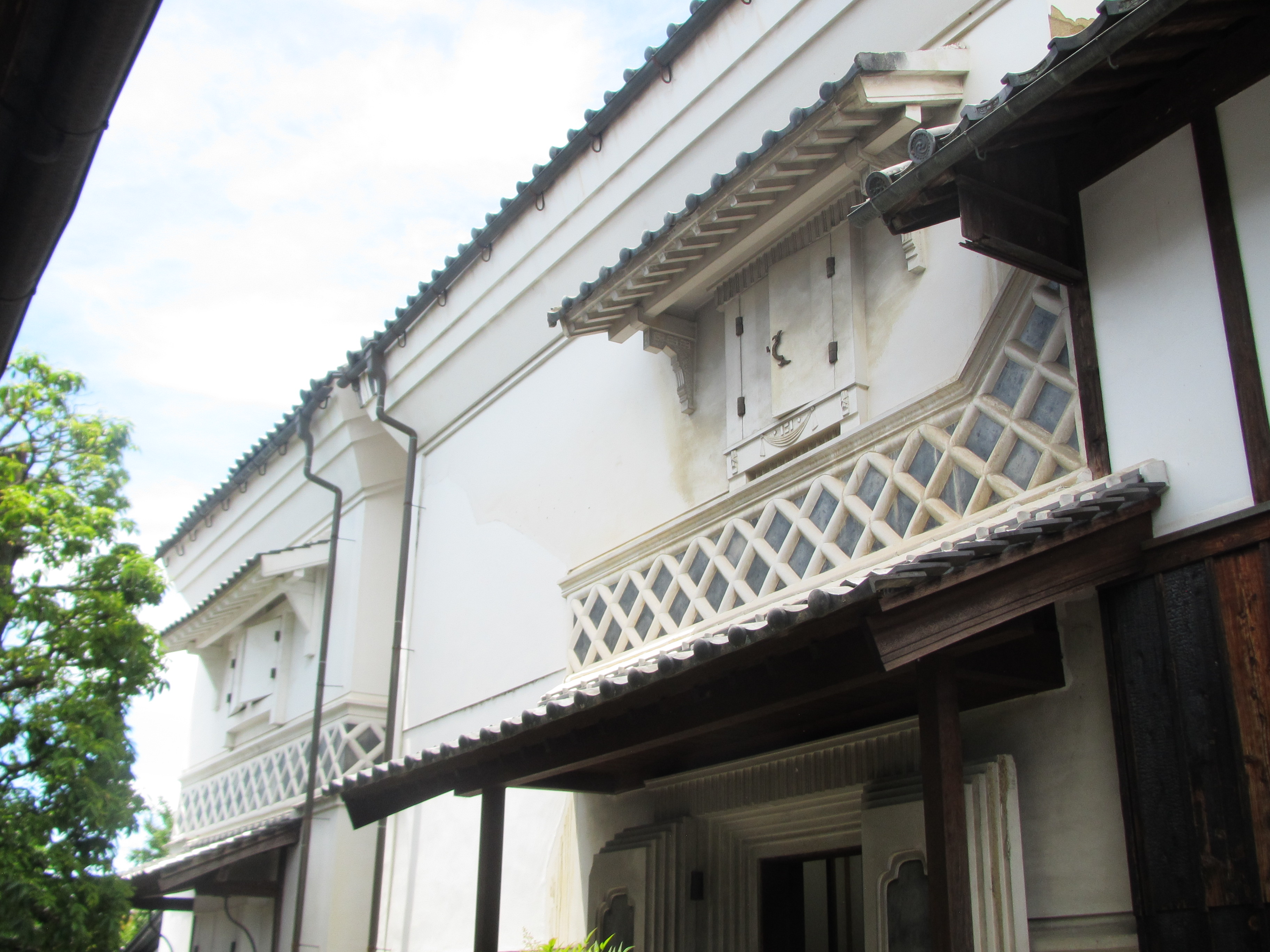
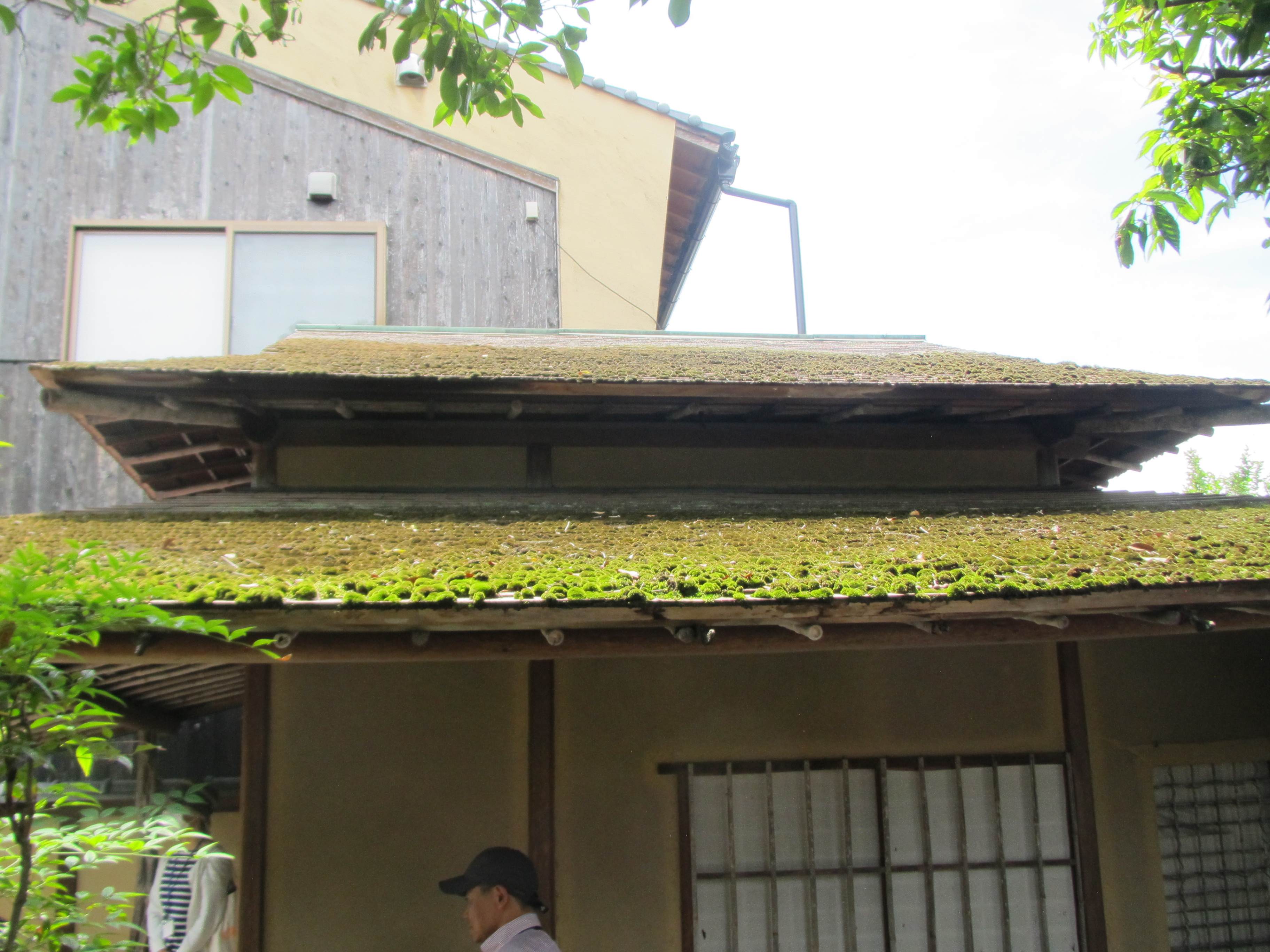
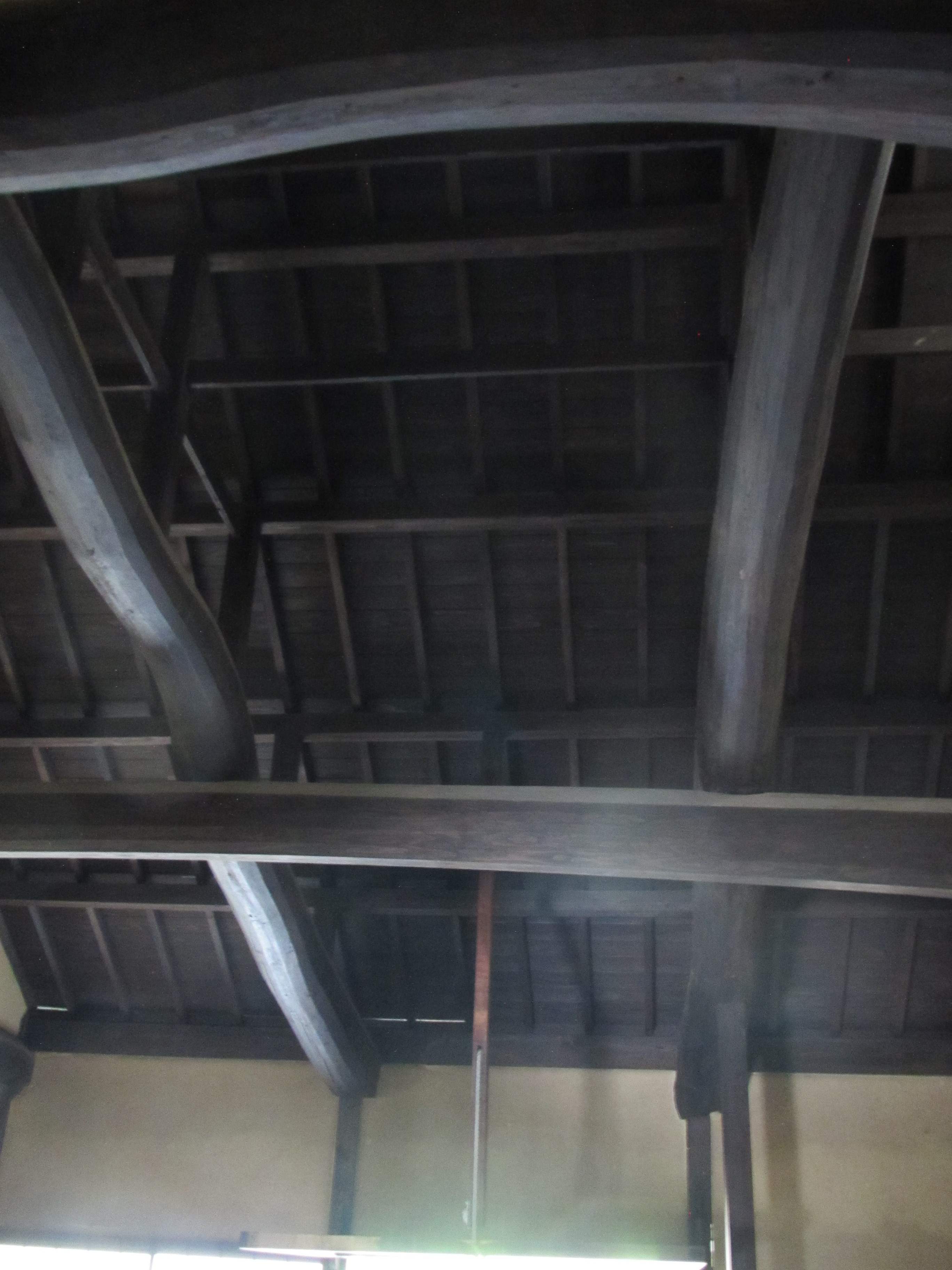

## 城東むかし町家が登場する作品
- 連続テレビ小説あぐり（主人公の「あぐり」の嫁ぎ先の望月家として撮影で使用された）[4]